# Mountaindale (Oregon)
Mountaindale (korábban Mountain Dale) az Amerikai Egyesült Államok Oregon államának Washington megyéjében elhelyezkedő önkormányzat nélküli település.
A Washington megyei tűzoltóság lefedettségébe tartozik. A Mountaindale-i repülőtér másfél kilométerre északra fekszik.

## Története
Az 1830-as években az atfalati indiánok nyári tábora volt itt. Samuel B. és Mary Raffety 1852-ben érkeztek az Oregon Trailen keresztül. 130 hektáros farmjukon nyolc gyermeket neveltek fel; egyikük, Charles H. Raffety East Portland polgármestere lett. A tankerületet 1868. december 5-én alapították, első felügyelője W. D. Pittenger, a Dobbins család telkén megnyílt iskola első tanára Alzada Cornelius volt. Az iskola előtt később bolt épült, 1873-ban pedig megnyílt a posta. A település mai nevét 1895-ben vette fel; az elnevezés a mountain (hegy) és dale (völgy) szavak összetételéből származik, mivel a helység a Tualatin-völgy lábánál, a Dairy-patak keleti ágának torkolatánál fekszik.
1885-ben Samuel Raffety telkén kétszáz dollárból az ő nevét viselő, 36 négyzetméter területű iskola épült. Charles Reynolds 1896-ban boltot nyitott, majd 1904-ben azzal szemben új épült, de Reynolds emellett teherszállítást végzett és kovácsműhelye is volt. 1915-ben két fűrészüzem volt itt, a fák nagy részét ekkorra kitermelték.
A posta 1935-ben bezárt, a tankerület pedig 1953 februárjában a North Plains-ibe (az pedig később a hillsboróiba) olvadt. Az iskola 1954-ig (vagy 1955-ig) működött, épülete 1976-ban a Stohr családé volt.
1990-re mindössze a bolt és az iskola maradt fenn.

## Fordítás
- Ez a szócikk részben vagy egészben  a   Mountaindale, Oregon című angol Wikipédia-szócikk ezen változatának fordításán alapul.  Az eredeti cikk szerkesztőit annak laptörténete sorolja fel. Ez a jelzés csupán a megfogalmazás eredetét és a szerzői jogokat jelzi, nem szolgál a cikkben szereplő információk forrásmegjelöléseként.